# Blake Crouch
Pour les articles homonymes, voir Crouch.
Œuvres principales
- Série Wayward Pines

Blake Crouch, né le 15 octobre 1978 à Statesville en Caroline du Nord, est un romancier américain de science-fiction, d'horreur et de thrillers.

## Biographie
En 2000, Blake Crouch est diplômé de l'Université de Caroline du Nord . Il y obtient un diplôme de littérature anglaise et expression créative.
C'est en 2004 qu'il publie son premier livre Desert Place qui recevra un très bon accueil.
En 2015, le premier tome de la trilogie Wayward Pines est adapté pour la télévision.

## Œuvres

### SérieWayward Pines
1. Wayward Pines - Livre 1, J'ai lu, 2015 ((en) Pines, Thomas & Mercer, 2012), trad. Patrick Imbert, 285 p.  (ISBN 978-2-290-07771-9)Réédition J'ai lu, coll. « Science-fiction » no 11656, 2016, 320 p. (ISBN 978-2-290-07754-2)
Réédition sous le titre Wayward Pines - Épisode 1 : Révélation, Gallmeister, coll. « Totem » no 266, 2024, 384 p. (ISBN 978-2-404-08020-8)
2. Wayward Pines - Livre 2, J'ai lu, 2015 ((en) Wayward, Thomas & Mercer, 2013), trad. Patrick Imbert, 345 p.  (ISBN 978-2-290-07756-6)Réédition J'ai lu, coll. « Science-fiction » no 11657, 2016, 349 p. (ISBN 978-2-290-07757-3)
Réédition sous le titre Wayward Pines - Épisode 2 : Rébellion, Gallmeister, coll. « Totem » no 267, 2024, 384 p. (ISBN 978-2-404-08021-5)
3. Wayward Pines - Épisode 3 : Destruction, Gallmeister, coll. « Totem » no 268, 2024 ((en) The Last Town, Thomas & Mercer, 2014), trad. Patrick Imbert, 384 p.  (ISBN 978-2-404-08022-2)

### Romans indépendants
- (en) Desert Places, 2004
- (en) Abandon, 2009
- (en) Draculas, 2010Écrit avec Francis Paul Wilson, J. A. Konrath et Jeff Strand (en).
- (en) Run, 2011[2]
- (en) Eerie, 2012Écrit avec Jordan Crouch.
- Dark Matter, J'ai lu, coll. « Nouveaux Millénaires », 2017 ((en) Dark Matter, 2016), trad. Patrick Imbert, 346 p.  (ISBN 978-2-290-11673-9)Réédition J'ai lu, coll. « Science-fiction » no 12291, 2018, 378 p. (ISBN 978-2-290-11677-7)
Réédition Gallmeister, coll. « Totem » no 278, 2024, 422 p. (ISBN 978-2-404-08063-5)
- Récursion, J'ai lu, 2021 ((en) Recursion, 2019), trad. Antoine Monvoisin, 320 p.  (ISBN 978-2-290-23315-3)Réédition J'ai lu, coll. « Science-fiction » no 13573, 2022, 416 p. (ISBN 978-2-290-37365-1)
Réédition J'ai lu, coll. « Science-fiction » no 13573, 2025, 416 p. (ISBN 978-2-290-42725-5)
- Upgrade, Gallmeister, 2023 ((en) Upgrade, 2022), trad. Jacques Mailhos, 448 p.  (ISBN 978-2-35178-319-1)Réédition Gallmeister, coll. « Totem » no 316, 2025, 448 p. (ISBN 978-2-404-08038-3)
- (en) Abandon, 2023